# Юїтська мова
Юїтська мова (від еск. йугыт, йуит — люди) або центральносибірська юпікська мова — одна з юпікських мов, поширена на Чукотському півострові та Острові Святого Лаврентія.